# Onarion plaumanni
Onarion plaumanni là một loài tò vò trong họ Ichneumonidae.